# Mitracarpus pusillus
Mitracarpus pusillus är en måreväxtart som beskrevs av Julian Alfred Steyermark. Mitracarpus pusillus ingår i släktet Mitracarpus och familjen måreväxter. Inga underarter finns listade i Catalogue of Life.